# Nyrup (Kalundborg)
 For alternative betydninger, se Nyrup. (Se også artikler, som begynder med Nyrup)
Nyrup var en landsby i Raklev Sogn, Kalundborg Kommune, der nu er smeltet sammen med Kalundborgs byområde. Den ligger tæt op ad bydelen Raklev. Nyrup har en skole.
|  | Denne artikel om lokaliteten Nyrup (Kalundborg) kan blive bedre, hvis der indsættes et (bedre) billede. Du kan hjælpe ved at afsøge Wikimedia Commons for et passende billede eller lægge et op på Wikimedia Commons med en af de tilladte licenser og indsætte det i artiklen. |

55°42′N 11°2′Ø / 55.700°N 11.033°Ø